# Булахів
Бу́лахів — село в Україні, у Козелецькій міській громаді Чернігівського району Чернігівської області. Населення становить 378 осіб. До 2016 орган місцевого самоврядування — Булахівська сільська рада.

## Історія
Список наявних у Малоросійській губернії селищ 1799-1801 років дає дані, що в селі проживало 509 податкових душ.[джерело?]
За даними на 1859 рік у козацькому, казенному й власницькому селі Остерського повіту Чернігівської губернії мешкало 1169 осіб (561 чоловічої статі та 608 — жіночої), налічувалось 198 дворових господарств, існувала православна церква.
Станом на 1886 у колишньому державному й власницькому селі Остерської волості мешкало 1204 особи, налічувалось 262 дворових господарства, існували православна церква, 2 постоялих будинки, 2 вітряних млини.
За переписом 1897 року кількість мешканців зросла до 1468 осіб (714 чоловічої статі та 754 — жіночої), з яких 1463 — православної віри.
12 червня 2020 року, відповідно до розпорядження Кабінету Міністрів України № 730-р «Про визначення адміністративних центрів та затвердження територій територіальних громад Чернігівської області», увійшло до складу Козелецької селищної громади.
19 липня 2020 року, в результаті адміністративно - територіальної реформи та ліквідації Козелецького району, село увійшло до складу Чернігівського району Чернігівської області.

## Політика

### Парламентські вибори, 2019
На позачергових парламентських виборах 2019 року у селі функціонувала окрема виборча дільниця № 740253, розташована у приміщенні будинку культури.
Результати
- зареєстровано 283 виборці, явка 75,62%, найбільше голосів віддано за Всеукраїнське об'єднання «Батьківщина» — 27,36%, за «Слугу народу» — 25,94%, за Аграрну партію України — 17,92%[7]. В одномандатному окрузі найбільше голосів отримав Борис Приходько (самовисування) — 32,02%, за Олега Дмитренка (самовисування) — 31,03%, за Сергія Коровченка (самовисування) — 20,69%[8].

## Населення

### Мова
Розподіл населення за рідною мовою за даними перепису 2001 року:
| Мова            | Кількість | Відсоток |
| --------------- | --------- | -------- |
| українська      | 584       | 97.99%   |
| російська       | 7         | 1.17%    |
| інші/не вказали | 5         | 0.84%    |
| Усього          | 596       | 100%     |

596 (2001)

## Пам'ятки
- Братська могила[d] 34 радянських воїнів, які загинули при звільненні села у вересні 1943р. і пам'ятний знак на честь 167 воїнів-односельчан, які загинули в роки Великої Вітчизняної війни у 1941-1945рр.;
- Могила радянського воїна[d], який загинув при обороні села у вересні 1941р.;
- Могила радянського воїна П.Я. Коломийця[d], який загинув при звільненні села від фашистів у 1943р.;
- Братська могила радянських воїнів[d];

## Відомі уродженці
- Тудоровський Олександр Ілларіонович (1875—1963) — російський і радянський фізик.